# Ouragan Humberto (2019)
Pour les articles homonymes, voir Cyclone tropical Humberto.
L’ouragan Humberto est le huitième système tropical, la septième tempête tropicale nommée, le troisième ouragan et le second majeur de la saison cyclonique 2019 dans l'océan Atlantique nord. Formé au sud-est d'Hispaniola le 9 septembre, le système est devenu une tempête tropicale le 14 septembre au large des Bahamas. Après être passé au nord de l'archipel, il est devenu un ouragan puis a tourné vers le nord-est pour atteindre les Bermudes à la catégorie 3 de l'échelle de Saffir-Simpson le soir du 18 septembre avant de remonter vers des eaux plus froides au sud de Terre-Neuve et devenir un fort cyclone extratropical le 19 septembre en soirée. Continuant à diminuer d'intensité, ses restes furent absorbés par une dépression des latitudes moyennes qui se dirigerait vers le nord de l'Europe le 22 septembre. Humberto a eu peu d'effets sur les Bahamas mais a causé des dégâts par le vent aux Bermudes.

## Évolution météorologique
Le NHC a commencé à suivre une perturbation tropicale le 9 septembre au nord-est d'Hispaniola. Le 11 septembre, la zone était rendue au large de Cuba et la probabilité de développement tropicale augmentait. Le 12 septembre à 17 h local, le NHC a reclassé le système en cyclone tropical potentiel à 380 km au sud-est de Great Abaco, le centre ayant été repéré par satellite et par un avion de reconnaissance. Vingt-quatre heures plus tard, le système devenait une dépression tropicale à 230 km à l'est-sud-est de Great Abaco et la trajectoire pour les jours suivants menaçait les îles déjà très éprouvées par Dorian dix jours plus tôt.
Le 14 septembre à 3 h UTC, le NHC rehaussa le système à tempête tropicale qui fut nommée Humberto. Neuf heures plus tard, la tempête est passée à 45 km à l'est de Great Abaco avec la plus grande partie de ses pluies tombant à l'est et au nord de sa trajectoire. Le 15 septembre, Humberto était rendu bien au nord des Bahamas.
À 3 h UTC le 16 septembre (tard le soir du 15 local), le NHC a rehaussé le système au niveau d'ouragan de catégorie 1 alors qu'il était à environ 400 km au nord des Bahamas et 1 260 km à l'ouest de Bermudes. Sa trajectoire tournait également en direction de ce dernier archipel. À 21 h UTC, Humberto continuait de se renforcer avec des vents de 150 km/h et une pression de 972 hPa. Une veille de tempête tropicale fut lancée en soirée pour les Bermudes.
Au matin du 17 septembre, Humberto est devenu un ouragan de catégorie 2 à 900 km des Bermudes tout en étant dans des conditions de température chaude de la mer et de faible cisaillement des vents en altitude favorables à plus de développement malgré un élargissement de son diamètre. La veille de tempête tropicale furent transformées en alerte cyclonique pour l'archipel. À 0 h UTC le 18 septembre, Humberto est devenue le second ouragan majeur de la saison en atteignant la catégorie 3 à 655 km des Bermudes avec une vitesse de déplacement 19 km/h en accélération.

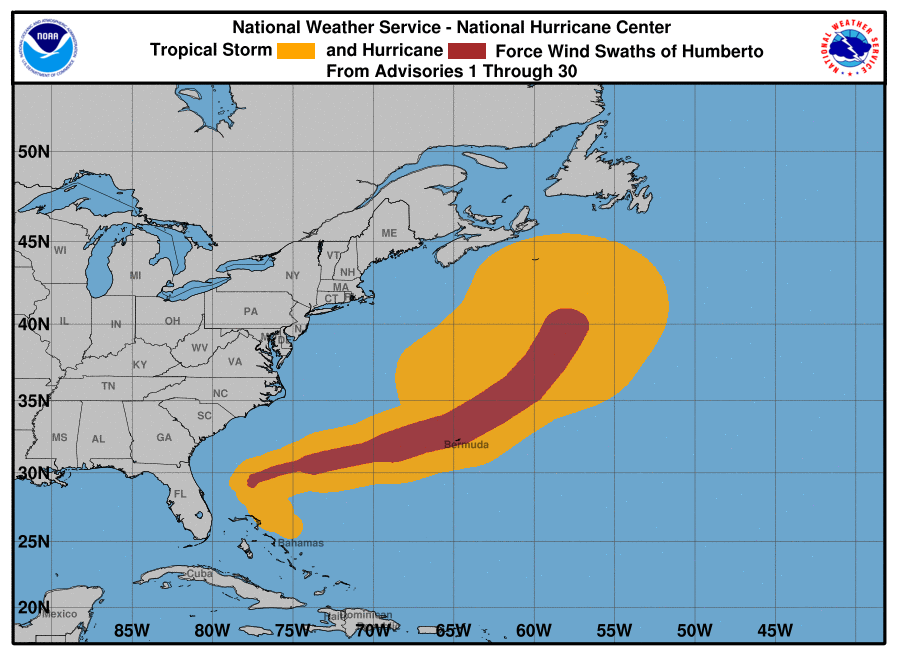
Largeur du corridor de vents de tempête tropicale (orange) et d'ouragan (rouge) avec Humberto jusqu'à la transition post-tropicale le 20 septembre.

Tôt le matin du 18 septembre (9 h UTC), l’œil est passé au-dessus d'une bouée météorologique de la NOAA. Elle mesura des vents de 122 km/h et une rafale allant jusqu'à 145 km/h à l'approche de l’œil, alors que la pression était de 954,2 hPa à l'intérieur. La pression centrale fut estimée à 951 hPa.
Le 19 septembre à 0 h UTC, l'ouragan était à 120 km au nord de l'archipel. Trois heures plus tard, Humberto était à 205 km au nord-est des Bermudes et s'éloignait à 37 km/h vers le nord-est tout en montrant des signes d'un début de transition extratropicale. Malgré cela, à 9 h UTC, ses vents soutenus atteignaient 205 km/h.
À 15 h UTC, Humberto est cependant retombé à la catégorie 2 de l'Échelle de Saffir-Simpson à 665 km au nord-est des Bermudes mais le système était alors bien engagé dans le processus de transition vers un cyclone extratropical selon les données satellitaires qui montraient la formation de fronts. La convection profonde était ainsi plus organisée dans la tête du système, laissant le centre partiellement exposé.
Le 20 septembre à 3 h UTC, le système est devenu un cyclone post-tropical à 845 km au sud-sud-ouest de Cap Race, Terre-Neuve, mais dont les vents soutenus étaient encore de 155 km/h (équivalent d'un ouragan de catégorie 2). Vingt-quatre heures plus tard, la tempête des latitudes moyennes restante s'était affaiblie et se trouvait à 337 km au sud-ouest du cap Race se dirigeant graduellement vers l'est-nord-est. Après être passé au large de Terre-Neuve sur des eaux de plus en plus froides, elle passera bien au large du Groenland.
Le système se dirigea ensuite vers les îles Britanniques, tout en faiblissant, et qu'il atteignit tard le 24 septembre. Les restes furent absorbés le lendemain par une autre dépression venant de l'Atlantique et appelée Lysander par l'université libre de Berlin.

## Préparatifs
Le gouverneur des Bermudes a mis en alerte jusqu'à 120 membres du Royal Bermuda Regiment pour se préparer aux efforts de rétablissement après le passage de l'ouragan. Le ministre de la Sécurité nationale aux Bermudes a déclaré que les écoles, les bureaux du gouvernement et les traversiers aux Bermudes seraient fermés dès midi le 18 septembre, alors que les services de bus cesserait à 16 heures.

## Impact

### Bahamas
Selon le Huffington Post, les îles Abacos et Grand Bahama ont reçue de la pluie d’Humberto mais le pays fut épargné de ses pires effets.

### Bermudes
Le 18 septembre à 21 h UTC, Humberto n'était plus qu'à 160 km à l'ouest-nord-ouest des Bermudes et un radioamateur à Ports Island, dans la Grande Baie de Grande Bermude, a signalé un vent soutenu de 121 km/h avec rafales à 167 km/h au cours de l'heure précédente. Le 19 septembre à 0 h UTC, une station automatique à l'île Pearl a rapporté des vents soutenus de 161 km/h et des rafales à 198 km/h alors que l'ouragan était à 120 km au nord de l'archipel.
Aucune victime ne fut à déplorer ont indiqué des responsables bermudiens, mais les habitants furent appelés à rester chez eux en raison des lignes électriques et des arbres arrachés. Plus de 28 000 clients, soit 80 % de la population, subirent une panne électrique au passage de l'ouragan selon la compagnie d'électricité Belco. Les régions côtières du sud des Bermudes étaient aussi sous la menace d'inondations à cause de l'onde de tempête et des vagues déferlantes dangereuses. Une bouée météorologique a mesuré une vague de plus de 30 pieds (9 m). Le service des incendies et de secours des Bermudes a signalé 17 incidents mineurs de fuite de gaz, neuf incidents médicaux et trois incendies de structure causés par Humberto. Le pont-jetée qui relie l’île où se trouve l'aéroport très fréquenté du nord des Bermudes aux centres de population du sud, fut fermée car les ingénieurs durent évaluer sa stabilité.

### États-Unis et Canada
La forte houle produite par Humberto affecta plusieurs jours les côtes de l’est du continent nord-américain et généra des courants d'arrachement le long des plages. Un homme de 62 ans s'est ainsi noyé à Topsail Beach (Caroline du Nord), tandis qu'un autre de 22 ans fut porté disparu à Saint Augustine, en Floride,.